# Agenor Maria

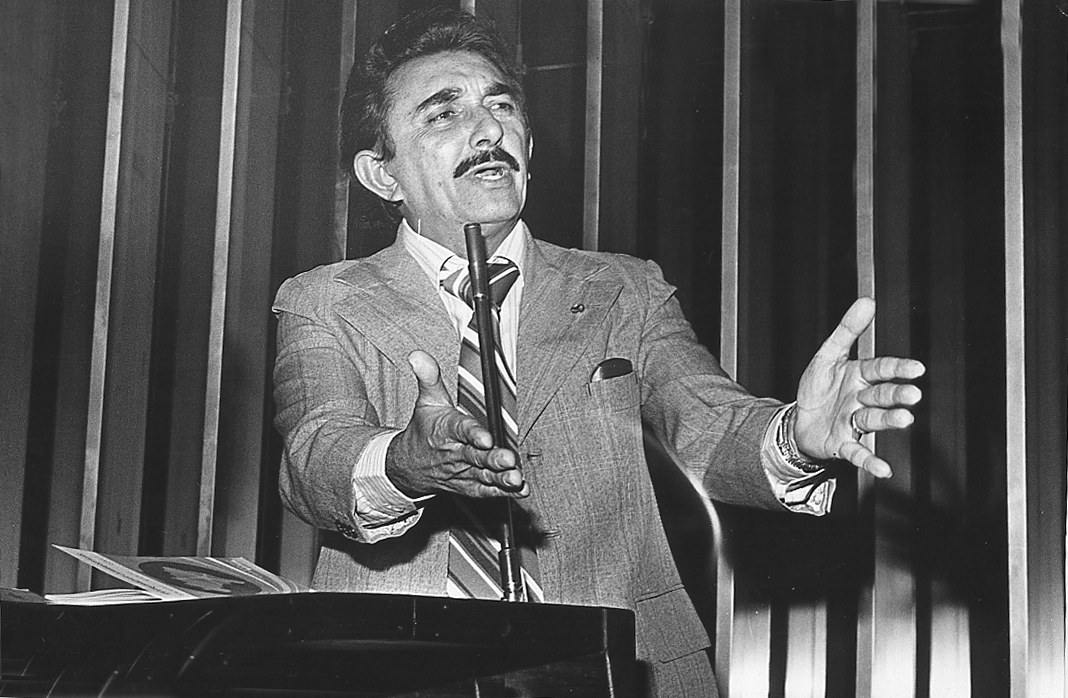
Agenor Maria

Agenor Nunes de Maria (* 28. September 1927 in São Vicente, Rio Grande do Norte; † 14. Juni 1997 in Natal, Rio Grande do Norte) war ein brasilianischer Politiker, der unter anderem 1968 und zwischen 1983 und 1987 Mitglied der Abgeordnetenkammer sowie von 1975 bis 1983 Mitglied des Bundessenats war.

## Leben
Agenor Nunes de Maria nahm als Angehöriger der Marine (Marinha do Brasil) am Zweiten Weltkrieg teil und diente auf Patrouilliebooten vor der brasilianischen Küste und Geleitschiffen nach Afrika. Für seine Verdienste wurde er 1945 mit der Kriegsmedaille (Medalha de Guerra) ausgezeichnet und war nach dem Krieg als Landwirt und Unternehmer tätig. 1954 gründete er die Gewerkschaft der Fleischarbeiter von Ceará sowie 1960 die Baumwollpflanzer-Genossenschaft von Rio Grande do Norte. Seine politische Laufbahn begann er für die Sozialdemokratische Partei PSD (Partido Social Democrático) in der Kommunalpolitik und war zunächst von 1956 bis 1962 Mitglied des Stadtrates (Vereador) von São Vicente sowie zwischen 1963 und 1967 Mitglied der Legislativversammlung (Assembleia legislativa) des Bundesstaates Rio Grande do Norte.
1966 wechselte Agenor Maria zur Nationalen Erneuerungsallianz ARENA (Aliança Renovadora Nacional) und war für diese als Vertreter von Rio Grande do Norte von 1967 bis 1971 stellvertretendes Mitglied der Abgeordnetenkammer (Câmara dos Deputados do Brasil) und gehörte als Nachrücker zwischen 1968 und 1969 der Kammer als Mitglied an. 1975 wurde er für die Brasilianische Demokratische Bewegung MDB (Movimento Democrático Brasileiro) erstmals Mitglied des  Bundessenats (Senado Federal) und gehörte diesem als Vertreter von Rio Grande do Norte in der 45. bis 46. Legislaturperiode bis 1983 an, wobei er seit 1980 der aus der MDB hervorgegangenen Partei der Demokratischen Bewegung PMDB (Partido do Movimento Democrático Brasileiro) angehörte. Zuletzt war er zwischen 1983 und 1987 noch einmal Mitglied der Abgeordnetenkammer und fungierte während dieser Zeit als Mitglied des Ständigen Ausschusses für Verbraucherschutz sowie als stellvertretendes Mitglied des Ständigen Ausschusses für Landwirtschaft und ländliche Politik.

## Veröffentlichungen
- Os Roteiros de uma luta. Discursos Pronunciados no Senado Federal. Brasília, 1975
- Rio Grande do Norte diz presente, 1977